# داريا ستروكوس
داريا فلاديميروفنا ستروكوس (بالروسية: Строкоус, Дарья Владимировна)‏ (ولدت في 25 سبتمبر 1990) عارضة أزياء وممثلة أفلام سينمائية، ومصورة روسية.

## روابط خارجية
- داريا ستروكوس على موقع IMDb (الإنجليزية)
- داريا ستروكوس على موقع قاعدة بيانات الفيلم (الإنجليزية)
- داريا ستروكوس على موقع دليل عارضات الأزياء (الإنجليزية)
- The Internet Fashion Database